# Ovelgönne
Ovelgönne is een plaats en gemeente in de Duitse deelstaat Nedersaksen, gelegen in het landkreis Wesermarsch. De gemeente telt 5.227 inwoners.

## Indeling van de gemeente
Ovelgönne bestaat uit een groot aantal kleine dorpen en gehuchten.
De gemeente is officieel in vier buurtschappen (plaatselijk Gemarkungen genaamd) verdeeld, te weten:
- Großenmeer, oppervlakte 26,66 km², 15 km ten zuidwesten van Ovelgönne
- Oldenbrok, 28,60 km², 6-8 km ten ZW van Ovelgönne; in de aan de B 211 gelegen wijk Oldenbrok-Mittelort staat het gemeentehuis.
- Strückhausen, 64,41 km² 2-5 km ten Z van Ovelgönne
- Ovelgönne, 4,14 km², het hoofddorp.

In de gemeente ligt ook de plaats Neustadt-Colmar, ten westen van Ovelgönne-dorp.
Zowel Oldenbrok als Strückhausen zijn niet één dorp, maar een verzameling van verspreid liggende gehuchten.

## Ligging en infrastructuur
Naburige gemeenten zijn onder andere Berne, Brake (Unterweser) (dat maar 4 km ten oosten van Ovelgönne-dorp ligt), Stadland en Butjadingen.
Door de gemeente loopt als belangrijkste verkeersader de Bundesstraße 211 van Oldenburg naar Brake. Anno 2019 is een rondweg in de B 211 om Oldenbrok gepland. Hierop moet een uitbreiding van dit dorp (waar het gemeentebestuur reeds zetelt) volgen.
De voornaamste busverbinding is de zgn. Weser-Sprinter, die van Oldenburg (waar de dichtstbijzijnde spooraansluiting is) naar Brake en Nordenham v.v. rijdt. Deze rijdt door de gemeente over de B 211. Andere busverbindingen zijn alleen voor scholierenvervoer (1 rit 's morgens vroeg, enkele 's middags in de andere richting) ingeroosterd.
Van vooral recreatief belang is de door de gemeente lopende langeafstand-fietsroute, de Deutsche Sielroute.

## Economie
In deze typische plattelandsgemeente overheerst nog de agrarische sector, met name de veeteelt. Ter plaatse staat een zuivelfabriek, die zich op de productie van babyvoeding heeft toegelegd. Daarnaast is er enig midden- en kleinbedrijf van uitsluitend lokaal en regionaal belang.

## Geschiedenis
In Strückhausen is in oktober 1929 tijdens het turfsteken een schat uit de late bronstijd gevonden. Deze dateert van rond het jaar 400 en bestaat uit 28 fibulae van brons met een relatief groot zinkgehalte. De kledingspelden zijn vermoedelijk in het veen neergelegd om religieuze redenen ( als offergave).
In de 12e eeuw bestond nabij de huidige dorpen Oldenbrok en Moorriem (in de huidige gemeente Elsfleth) een dorp met de naam Linebrok, met een gelijknamig kasteel. Bij de Sint-Marcellusvloed (1362) werd dit dorp, op de kerk na, die pas in de 15e eeuw bij onderlinge twisten tussen de bewoners verwoest werd, door de zee verzwolgen. Niet ver hiervan bestond nog tot in de 16e eeuw een meer met de naam Großes Meer. Nadat dit was ingepolderd, werd hier het dorp Großenmeer gebouwd.
Graaf Johan V van Oldenburg en Delmenhorst (1460-1526) liet in juli 1514 aan de zuidwestoever van de Wezerarm Lockfleth een kasteel met de naam Oevelgünne of Ovelgönne bouwen. Nadat hij de Friezen van Butjadingen en Stadland, in dat jaar nog eilanden, die door het Lockfleth van het vasteland gescheiden waren, had onderworpen en onder heerschappij van zijn Graafschap Oldenburg had gebracht, had hij hier namelijk een militair steunpunt nodig. Het kasteel lag op het enige natuurlijke heuveltje te midden van moeras- en veenland, dat regelmatig onder water liep. Het kasteel werd in 1583 versterkt. De als heerser, diplomaat en bevorderaar van dijkbouw zeer gewaardeerde graaf Anton Günther van Oldenburg en Delmenhorst (1583-1667), die het graafschap van 1603 tot aan zijn dood bestuurde, bezocht kasteel Ovelgönne bijna jaarlijks. Hoewel het kasteel in de Dertigjarige Oorlog nog van 1628-1631 door keizerlijke troepen bezet was, wist de graaf het gebied buiten het eigenlijke strijdtoneel te houden. Rond het kasteel ontwikkelde zich een dorp, dat in 1633 het recht kreeg op het houden van een jaarlijkse, belangrijke paardenmarkt. Ook werd het vestigingsplaats van een regionale rechtbank. Nadat het graafschap in 1667 door vererving Deens was geworden, werd het kasteel militair overbodig; het Lockfleth was ook al geheel ingepolderd. In 1679 was het kasteel in opdracht van de Denen geheel geslecht. Ovelgönne bleef wel een dorp met een lokale rechtbank: tot 1879 was er een Amtsgericht. In de 19e eeuw was er tijdelijk een relatief groot aantal Joden in het dorp woonachtig; van 1804-1906 beschikten zij er over een synagoge. De joodse begraafplaats uit die tijd is blijven bestaan. Overigens is het overgrote deel van de bevolking der gemeente Ovelgönne sedert de Reformatie in de 16e eeuw evangelisch-luthers, wat ook geldt voor bijna alle kerkgebouwen in de gemeente.
Van 1896 tot 1961 liep door het gebied van de gemeente Ovelgönne een spoorlijntje, de spoorlijn Oldenburg - Brake. Een aantal voormalige stationsgebouwen hierlangs is blijven bestaan en kreeg een andere bestemming. De spoorbaan is geheel verwijderd; over het tracé loopt een fiets- en wandelpad van Großenmeer naar Brake.

## Bezienswaardigheden en monumenten
- Enkele oude dorpskerkjes:
  - De St.-Martinuskerk te Ovelgönne is in 1809 in classicistische stijl gebouwd; oorspronkelijk waren de kerk en de dorpsschool één gebouw.
  - Te Großenmeer: de St.-Annakerk
  - Strückhauser Kirchdorf: dit bestaat uit een in 1519 gebouwd, aan Johannes gewijd, kerkje en enkele boerderijen ernaast. Het orgel van dit kerkje is gedeeltelijk van de hand van Arp Schnitger.
- Vlak bij de noordwesthoek van het dorp Ovelgönne bevindt zich een joodse begraafplaats, alsmede een door weilanden omgeven openbaar wandelpark rondom een grote vijver.
- In het dorp Ovelgönne staat een in 1981 opgericht Ambachtenmuseum, dat o.a. de ontwikkeling van (de vakopleiding binnen) diverse ambachten behandelt.
- Jaarlijkse paardenmarkt te Ovelgönne rond 1 september, met kermis e.d.

## Afbeeldingen

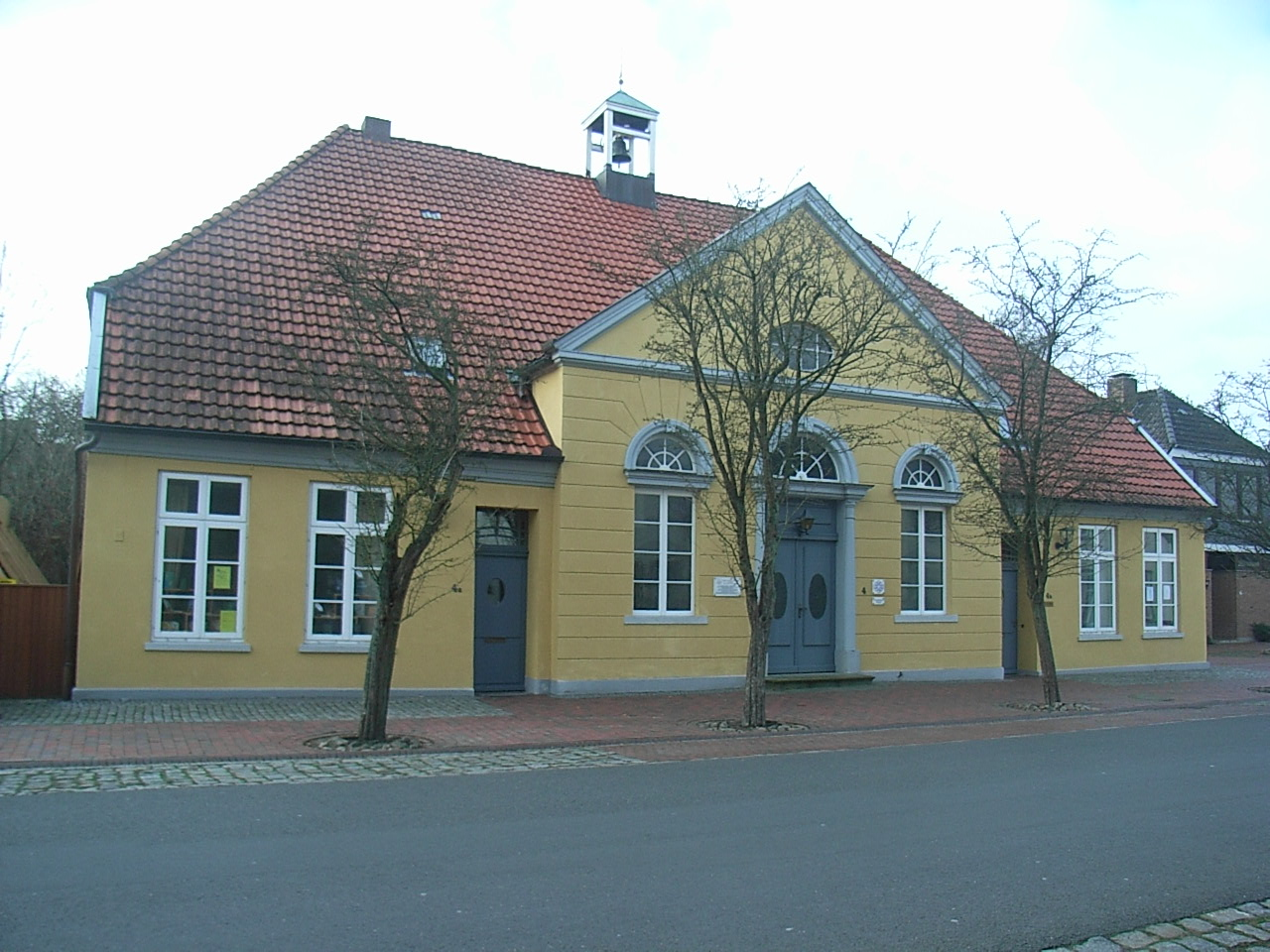
St.-Martinuskerk, Ovelgönne
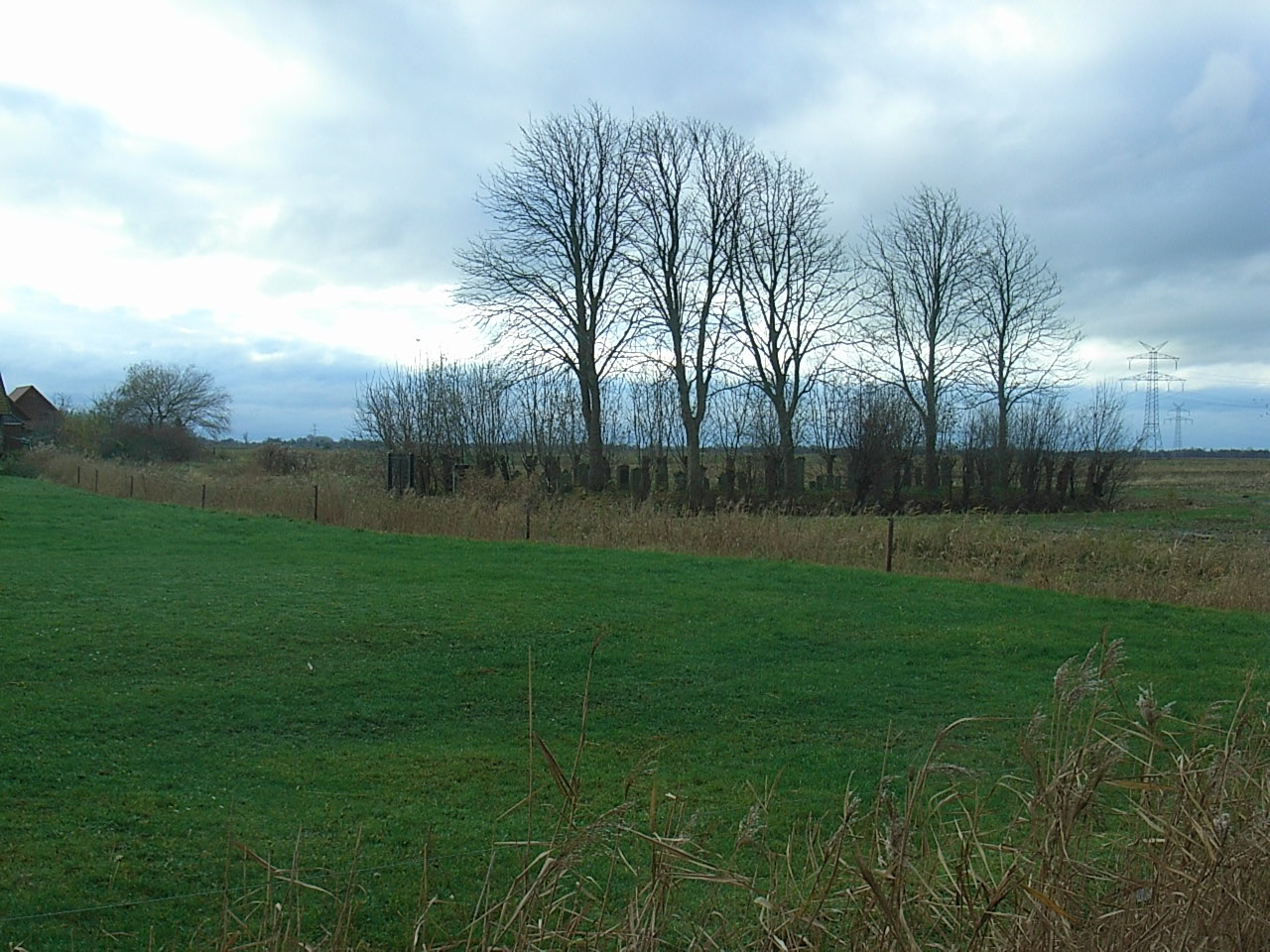
voormalig Joods kerkhof
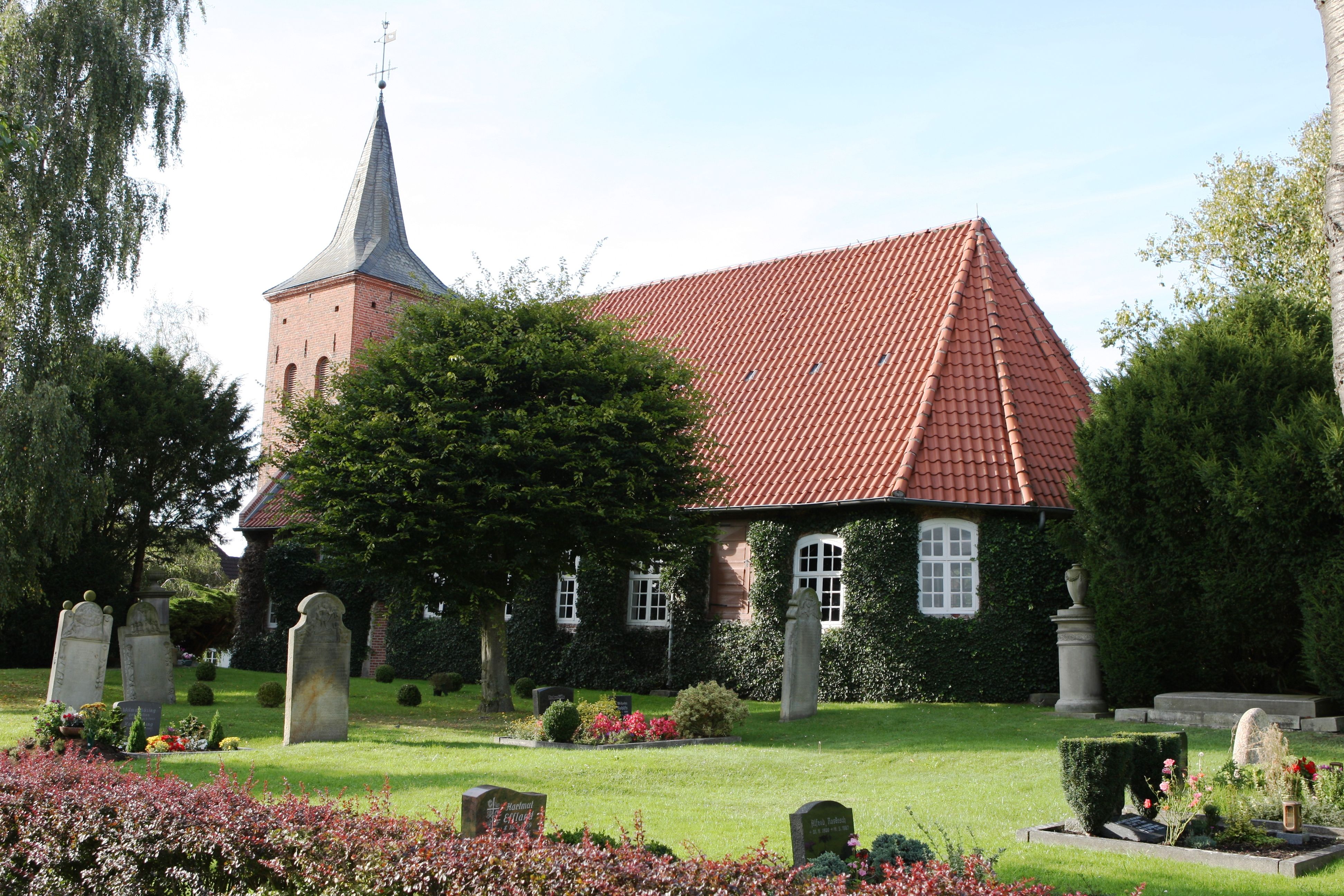
Großenmeer, St.-Annakerk
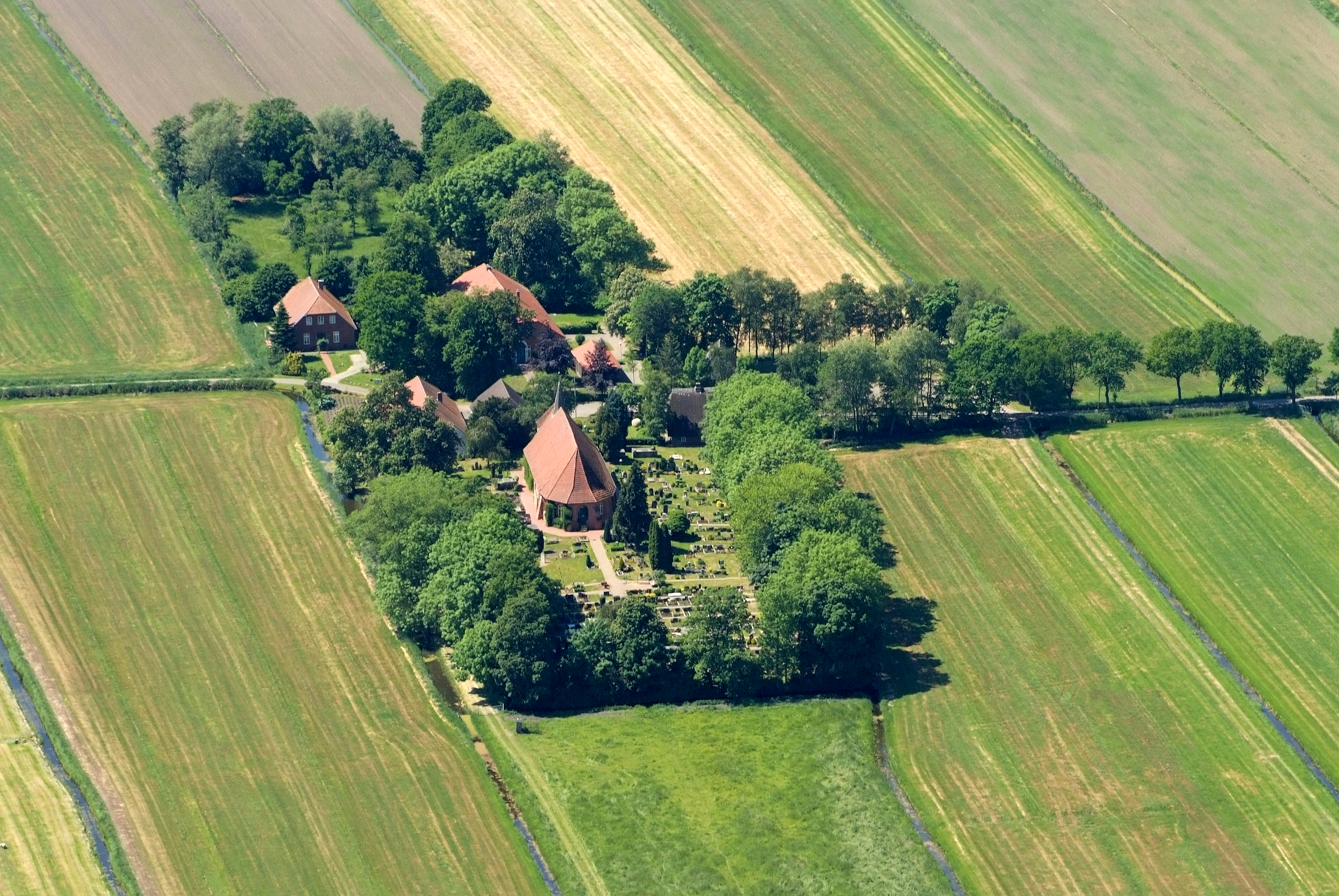
Strückhauser Kirchdorf
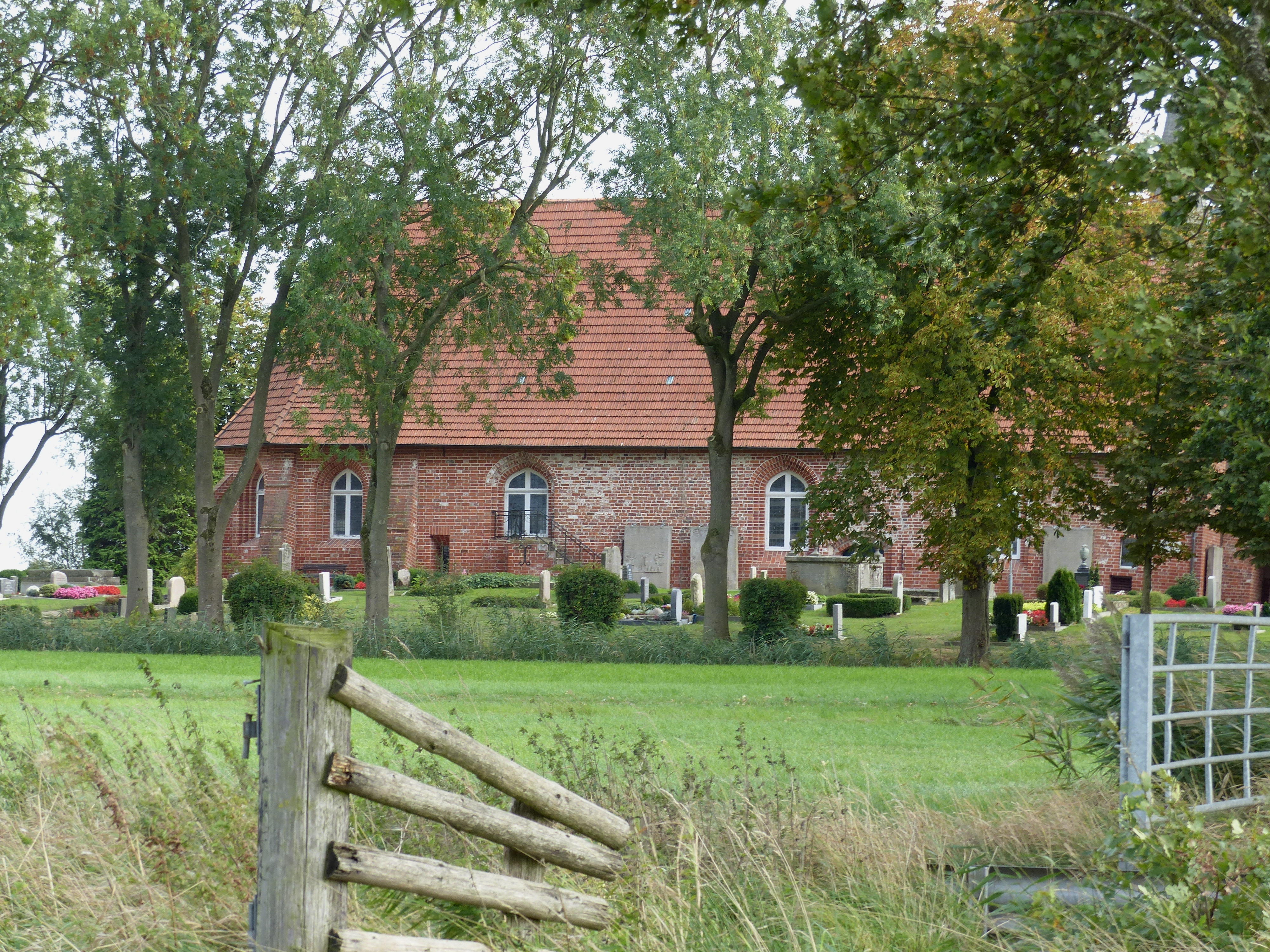
Kerkje Strückhauser Kirchdorf
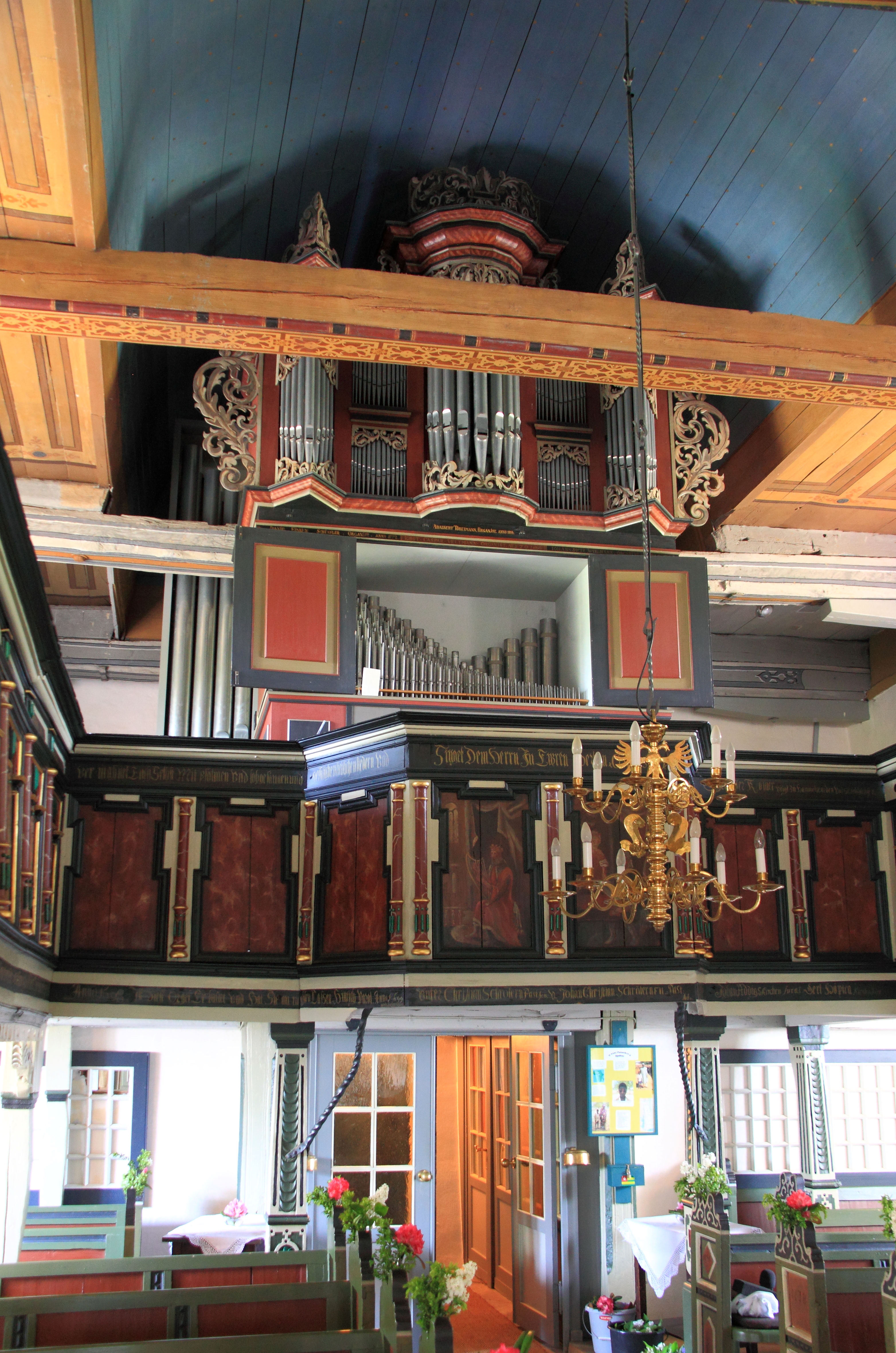
Het orgel van dit kerkje
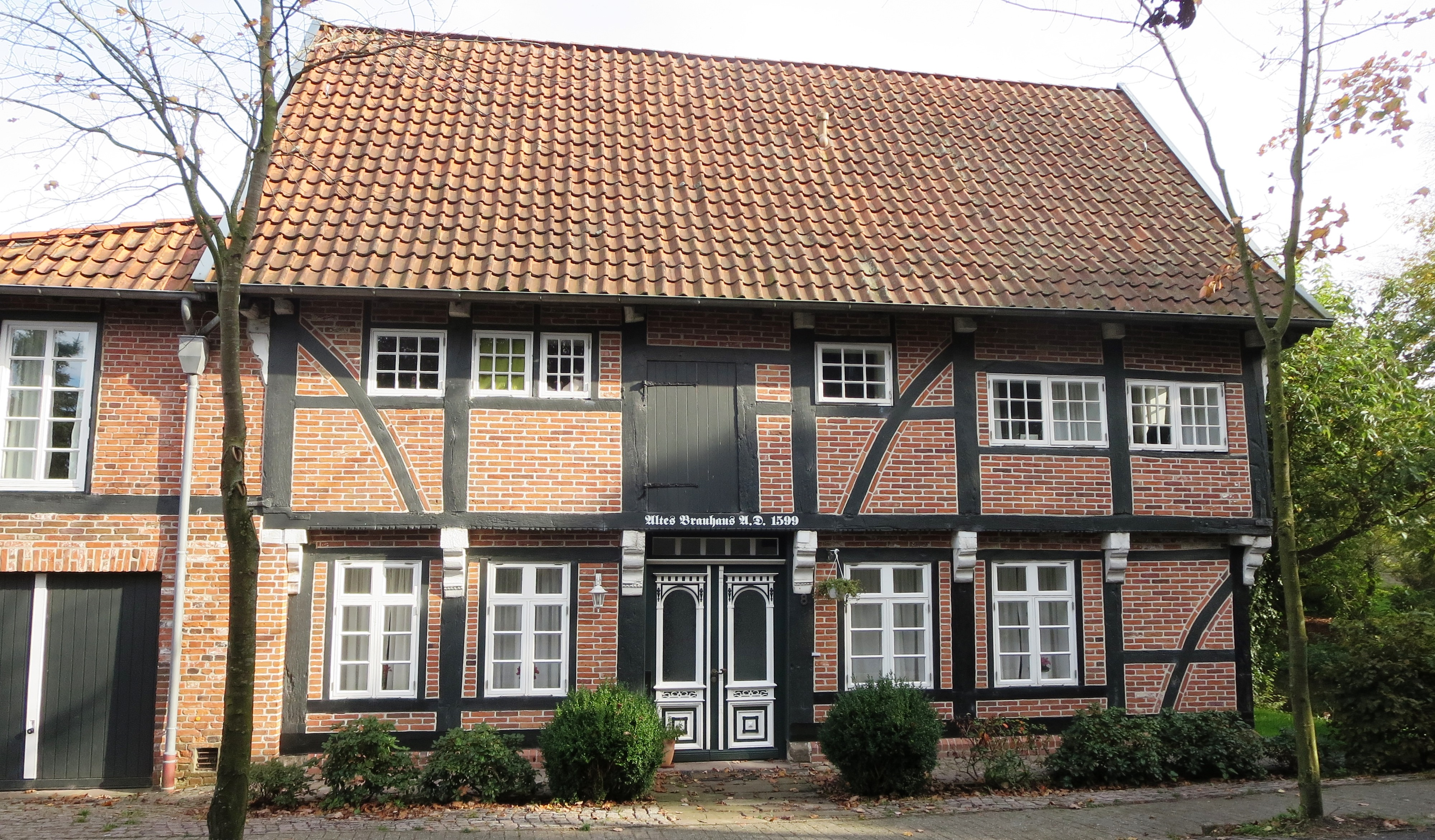
Voormalige bierbrouwerij, Großenmeer (1599)

## Belangrijke personen in relatie tot de gemeente
- Wolfgang Heimbach (geboren te Ovelgönne, ca. 1615, overleden ca. 1678) Noord-Duits kunstschilder

- Gemeinsame Normdatei: 4044219-6
- Library of Congress Control Number: no2016064540
- Virtual International Authority File: 247367855

Berne · 
Brake · 
Butjadingen · 
Elsfleth · 
Jade · 
Lemwerder · 
Nordenham · 
Ovelgönne · 
Stadland